# Вишневское месторождение
Вишневское месторождение — месторождение России, расположено в Хайбуллинском районе Республики Башкортостан. Кроме меди, руда месторождения содержит золото и серебро.
Запасы руды оцениваются в 12 млн. тонн.
Расположено рядом с селом Уфимский.

## Характеристика месторождений
Разведаны запасы медно-колчеданных, серебряных и золотоносных руд.

## Операторы месторождений
Разрабатывает месторождение ООО «Башзолото».